# Нововеличковскаја
Нововеличковскаја (рус. Нововеличковская) насељено је место руралног типа (станица) на југозападу европског дела Руске Федерације. Налази се у централном делу Краснодарске покрајине и административно припада њеном Динском рејону.
Према подацима националне статистичке службе РФ за 2010, станица је имала 9.169 становника и једно је од већих сеоских насеља у земљи.

## Географија
Станица Нововеличковскаја се налази у централном делу Краснодарске покрајине на неких 28 километара северно од покрајинског центра Краснодара, односно на око 31 км североисточно од рејонског центра, станице Динскаје. Село лежи у јужном делу Кубањско-приазовске степе на надморској висини од око 17 метара, на обе обале реке Понура.

## Историја
Село Нововеличковско основано је 1823. као једно од козачких насеља Кубањских Козака.

## Демографија
Према подацима са пописа становништва 2010. у селу је живело 9.169 становника.
| 1959. | 1979. | 1989. | 2002. | 2010. |
| ----- | ----- | ----- | ----- | ----- |
| 6.667 | 7.077 | [ 1 ] | 8.662 | 9.169 |